# برادلي جوزيف
برادلي جوزيف (بالإنجليزية: Bradley Joseph)‏ هو كاتب أغاني وعازف بيانو وملحن أمريكي، ولد في 2 سبتمبر 1965 في بيرد أيلاند في الولايات المتحدة.

## وصلات خارجية
- الموقع الرسمي
- برادلي جوزيف على موقع IMDb (الإنجليزية)
- برادلي جوزيف على موقع ميوزك برينز (الإنجليزية)
- برادلي جوزيف على موقع أول ميوزيك (الإنجليزية)
- برادلي جوزيف على موقع ديسكوغز (الإنجليزية)